# Bathyplectes tesquicola
Bathyplectes tesquicola là một loài tò vò trong họ Ichneumonidae.